# ريناتو إيبارا
أليكس ريناتو إيبارا (Renato Ibarra) (و. 20 يناير 1991)، هو لاعب كرة قدم إكوادوري.

## مسيرته الكروية
لعب ريناتو إيبارا خلال مسيرته الاحترافية مع 3 أندية في أربعة عشر موسمًا وسجل خلالها 21 هدفًا ضمن 250 مباراة. ولم يفز بأي موسم بالكأس وفاز في موسم واحد بالدوري.
خاض ريناتو إيبارا مسيرته مع نادي ديبورتيفو إل ناسيونال في موسم 2007 ليلعب معه خمسة مواسم، مشاركًا في 36 مباراة سجل خلالها 3 أهداف. ثم انتقل إلى نادي فيتيسه آرنهم في موسم 2011–12 ليلعب معه خمسة مواسم، حيث شارك في 120 مباراة سجل خلالها 8 أهداف. لينتقل بعدها إلى نادي أمريكا في موسم 2016–17 ليلعب معه أربعة مواسم، مشاركًا في 94 مباراة سجل خلالها 10 أهداف.

## روابط خارجية
- ريناتو إيبارا على موقع الاتحاد الدولي (مؤرشف)  (الإنجليزية)
- ريناتو إيبارا على موقع قاعدة بيانات كرة القدم.إي يو (الإنجليزية)
- ريناتو إيبارا على موقع ناشيونال فوتبول تيمز (الإنجليزية)
- ريناتو إيبارا على موقع Soccerway.com (الإنجليزية)
- ريناتو إيبارا على موقع عالم كرة القدم.نت (الإنجليزية)
- ريناتو إيبارا على موقع AS.com (الإسبانية)